# Sanilhac-Sagriès
Pour les articles homonymes, voir Sanilhac.
Sanilhac-Sagriès est une commune française située dans l'est du département du Gard dans le Languedoc-Roussillon, région Occitanie. Ses habitants sont appelés les "Sanilhacois" ou "Sagriessois".
Exposée à un climat méditerranéen, elle est drainée par le Gard, le Les Seynes et par divers autres petits cours d'eau. Incluse dans les gorges du Gardon, la commune possède un patrimoine naturel remarquable : deux sites Natura 2000 (« le Gardon et ses gorges » et les « gorges du Gardon »), trois espaces protégés (les « gorges du Gardon », la réserve naturelle régionale des gorges du Gardon et le « Rnr gorges du Gardon ») et deux zones naturelles d'intérêt écologique, faunistique et floristique.
Sanilhac-Sagriès est une commune rurale qui compte 832 habitants en 2022, après avoir connu une forte hausse de la population depuis 1962.  Elle fait partie de l'aire d'attraction de Nîmes.

## Géographie

### Localisation
Le village se trouve entre Nîmes (20 km au sud) et Uzès (10 km au nord).
Sanilhac-Sagriès est limitrophe avec sept communes.
Les communes limitrophes sont Blauzac, Collias, Poulx, Sainte-Anastasie, Saint-Maximin et Uzès.

### Géologie et relief
Le Gardon a creusé dans les massifs calcaires les gorges du Gardon, magnifique canyon tourmenté de nombreux méandres. Les falaises ont des dénivellations de 75 à 200 mètres. Le Gardon possède des résurgences importantes au lieu-dit la Baume.
Ces plateaux d'une altitude de 200 mètres sont calcaires.
On trouve de nombreuses cavités naturelles dans les falaises dominant le Gardon. Pendant des millénaires cette rivière
La commune constitue la limite nord du camp des Garrigues (limitrophe avec Poulx), sans avoir de terrains dans ce domaine militaire.
La réserve naturelle régionale des gorges du Gardon couvre 54 km2 de la commune, dont 199 ha en rive droite au sud de la rivière.
En rive droite du Gardon, la partie sud du territoire communal englobe sur quelques centaines de mètres de largeur les plateaux surplombant la rivière, avec les lieudits la Canelle, la Baume et la Signore. 

Le long de la rive gauche se trouve la grotte de la baume Saint-Vérédème (site archéologique du Moustérien et du Néolithique) et la chapelle du même nom.

### Hydrographie
Le territoire de la commune est situé dans le Bassin Rhône-Méditerranée-Corse.
Le Gardon (ou Gard), qui coule d'ouest en est, forme la limite sud de la commune avec Sainte-Anastasie sur 3,3 km, puis avec Poulx sur environ 500 m, avant d'entrer sur le territoire communal de Sanilhac-Sagriès pour le traverser sur environ 3,2 km et enfin le quitter pour rejoindre Collias. Sur tout ce trajet, il forme les très touristiques gorges du Gardon. Sa vallée encaissée offre des dénivellations avoisinant les 150 mètres, avec la rivière à 30 mètres près de sa sortie de la commune (à l'est) et les hauteurs de ses flancs de vallée à environ 180 mètres en rive gauche (côté nord) et 200 mètres en rive droite (au sud).
La commune est également drainée par cinq autres cours d'eau :
- Les Seynes, d'une longueur de 26,74 km, qui prend sa source dans la commune de Seynes et se jette dans le L'Alzon (ou Gard) au niveau de la commune d'Uzès[5] ;
- L'Alzon, d'une longueur de 23,66 km, qui prend sa source dans la commune de La Capelle-et-Masmolène et se jette dans le Gardon (ou Gard) au niveau de la commune de Collias[6] ;
- le Ruisseau de la Signore, d'une longueur de 3,13 km, qui prend sa source dans la commune de Poulx et se jette dans le Gardon (ou Gard) au niveau de la commune[7] ;
- Le Rial, d'une longueur de 3,2 km, qui prend sa source dans la commune et se jette dans le Gardon (ou Gard) au niveau de la commune de Sainte-Anastasie[8] ;
- le Valat de Droume, d'une longueur de 1,4 km, qui prend sa source dans la commune et se jette dans L'Alzon au niveau de la commune de Saint-Maximin[9].

### Climat
Pour des articles plus généraux, voir Climat de l'Occitanie et Climat du Gard.
En 2010, le climat de la commune est de type climat méditerranéen franc, selon une étude s'appuyant sur une série de données couvrant la période 1971-2000. En 2020, Météo-France publie une typologie des climats de la France métropolitaine dans laquelle la commune est exposée à un climat méditerranéen et est dans la région climatique Provence, Languedoc-Roussillon, caractérisée par une pluviométrie faible en été, un très bon ensoleillement (2 600 h/an), un été chaud (21,5 °C), un air très sec en été, sec en toutes saisons, des vents forts (fréquence de 40 à 50 % de vents > 5 m/s) et peu de brouillards.
Pour la période 1971-2000, la température annuelle moyenne est de 14 °C, avec une amplitude thermique annuelle de 17,2 °C. Le cumul annuel moyen de précipitations est de 798 mm, avec 6,3 jours de précipitations en janvier et 3,1 jours en juillet. Pour la période 1991-2020, la température moyenne annuelle observée sur la station météorologique la plus proche, située sur la commune d'Uzès à 6 km à vol d'oiseau, est de 14,5 °C et le cumul annuel moyen de précipitations est de 809,4 mm,. Pour l'avenir, les paramètres climatiques de la commune estimés pour 2050 selon différents scénarios d’émission de gaz à effet de serre sont consultables sur un site dédié publié par Météo-France en novembre 2022.

### Milieux naturels et biodiversité

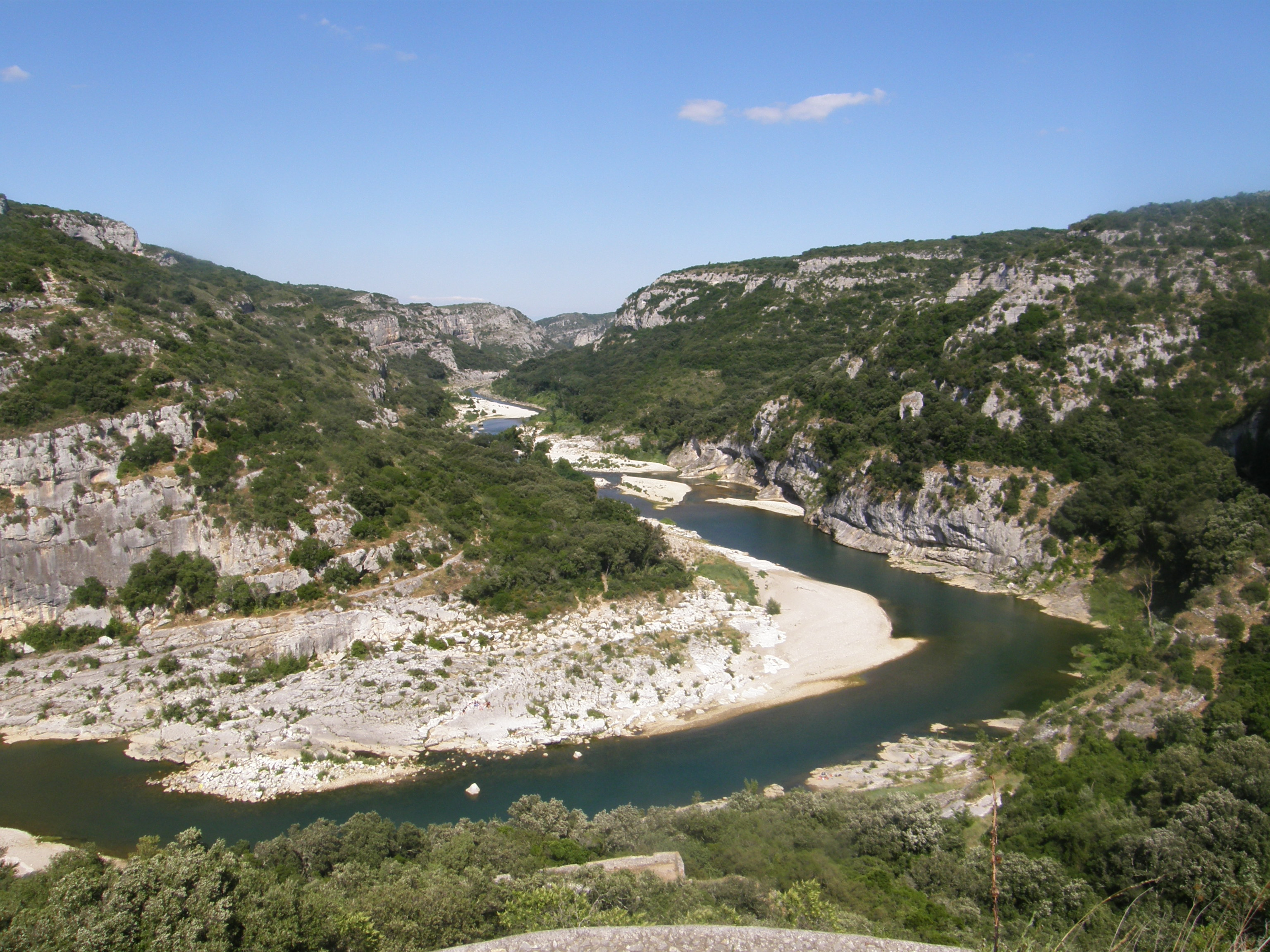
Les gorges du Gardon.

La végétation est constituée de garrigues basses de pins et de yeuses.

#### Espaces protégés
La protection réglementaire est le mode d’intervention le plus fort pour préserver des espaces naturels remarquables et leur biodiversité associée,.
La commune fait également partie des gorges du Gardon, un territoire  reconnu réserve de biosphère par l'UNESCO en 2015 pour l'importante biodiversité qui la caractérise, mariant garrigues, plaines agricoles et yeuseraies,.
Trois autres espaces protégés sont présents sur la commune : 
- les « gorges du Gardon », objet d'un arrêté de protection de biotope, d'une superficie de 339,2 ha[20] ;
- la réserve naturelle régionale des gorges du Gardon, classée en 2007 puis reclassée en 2009 et d'une superficie de 498,3 ha, qui a, grâce à la rareté de l’eau sur le plateau karstique, l’absence de route longeant le Gardon et la proximité du camp militaire des Garrigues qui a limité les aménagements, conservé  un patrimoine exceptionnel, concentré pour l’essentiel dans les gorges mêmes[21],[22] ;
- le « Rnr gorges du Gardon », un terrain acquis (ou assimilé) par un conservatoire d'espaces naturels, d'une superficie de 494,1 ha[23].

#### Réseau Natura 2000

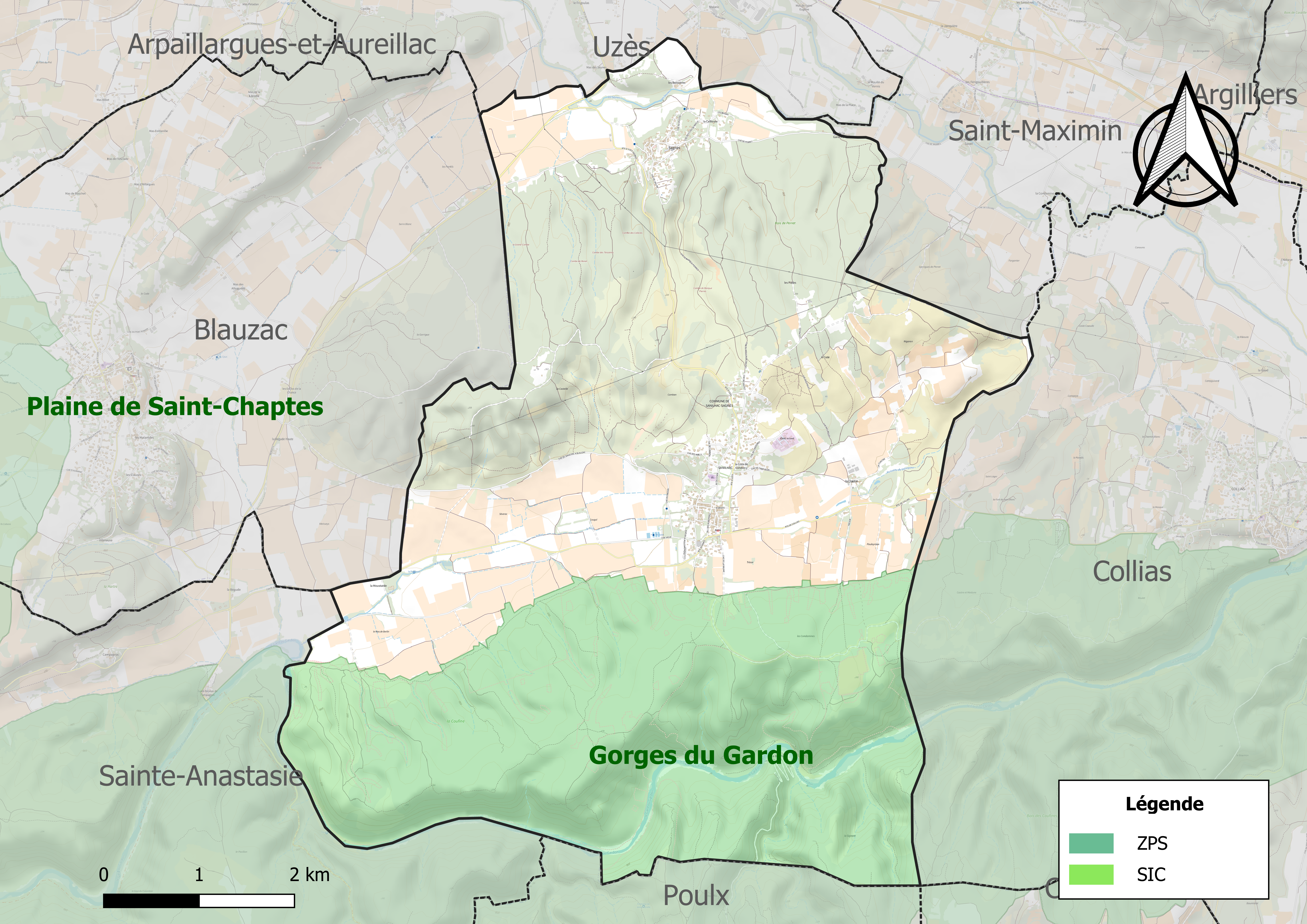
Site Natura 2000 sur le territoire communal.

Le réseau Natura 2000 est un réseau écologique européen de sites naturels d'intérêt écologique élaboré à partir des directives habitats et oiseaux, constitué de zones spéciales de conservation (ZSC) et de zones de protection spéciale (ZPS).
Un site Natura 2000 a été défini sur la commune au titre de la directive habitats :
- « le Gardon et ses gorges », d'une superficie de 7 009 ha, présentant une importante diversité des habitats et des espèces. Les nombreuses grottes permettent d'accueillir une bonne diversité de Chiroptères. Dans les gorges, se trouvent des formations de Chênes verts peu perturbées avec des espèces particulièrement rares (Cyclamen des Baléares)[26]

et un au titre de la directive oiseaux : 
- les « gorges du Gardon », d'une superficie de 7 024 ha, abritant trois espèces de rapaces remarquables, l'Aigle de Bonelli, le Circaète Jean-le-Blanc et le Vautour percnoptère[27].

#### Zones naturelles d'intérêt écologique, faunistique et floristique
L’inventaire des zones naturelles d'intérêt écologique, faunistique et floristique (ZNIEFF) a pour objectif de réaliser une couverture des zones les plus intéressantes sur le plan écologique, essentiellement dans la perspective d’améliorer la connaissance du patrimoine naturel national et de fournir aux différents décideurs un outil d’aide à la prise en compte de l’environnement dans l’aménagement du territoire.
Une ZNIEFF de type 1 est recensée sur la commune :
les « gorges du Gardon » (5 231 ha), couvrant 10 communes du département et une ZNIEFF de type 2, : 
le « plateau Saint-Nicolas » (15 838 ha), couvrant 16 communes du département.

Carte des ZNIEFF de type 1 et 2 à Sanilhac-Sagriès.
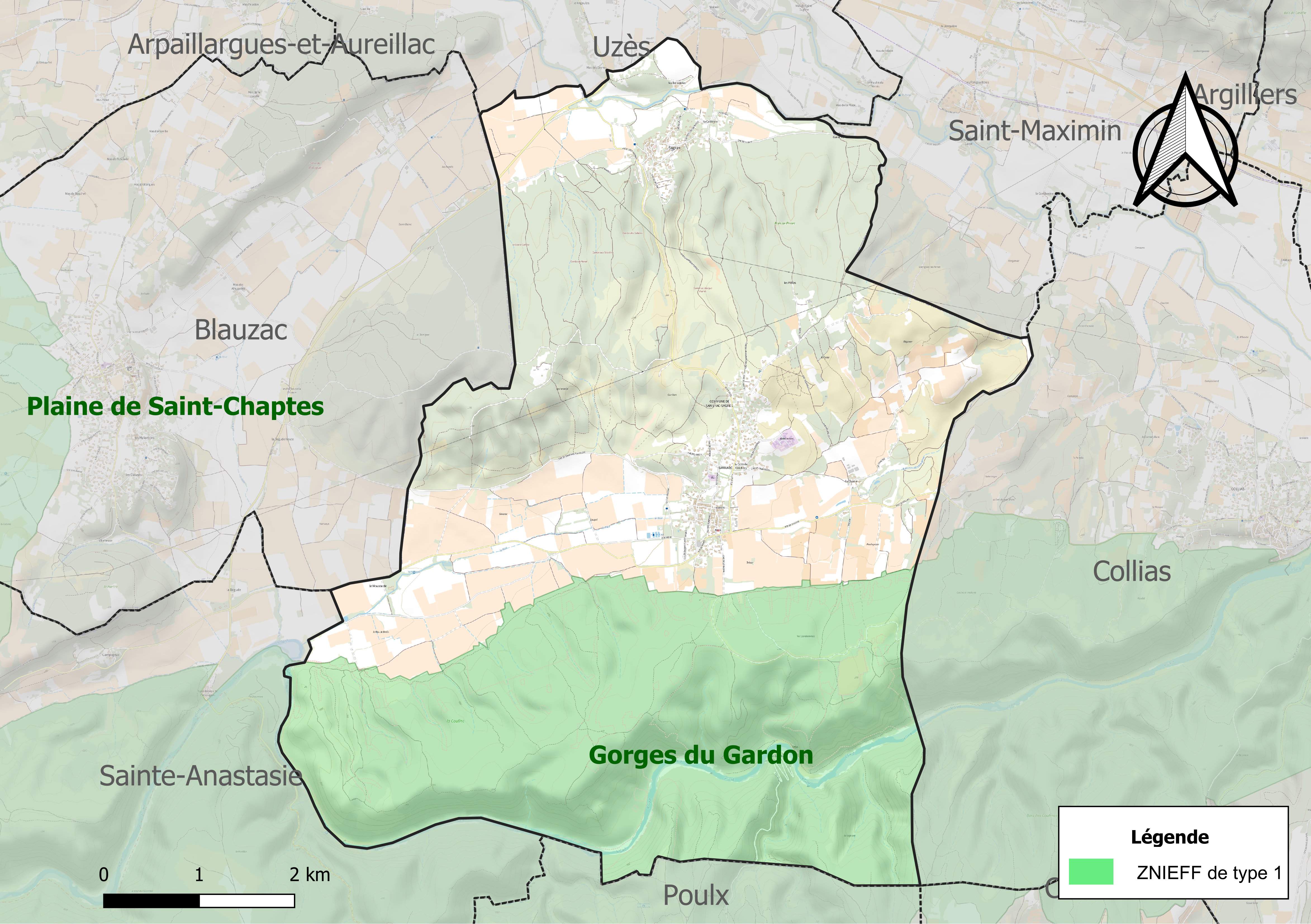
Carte de la ZNIEFF de type 1 sur la commune.
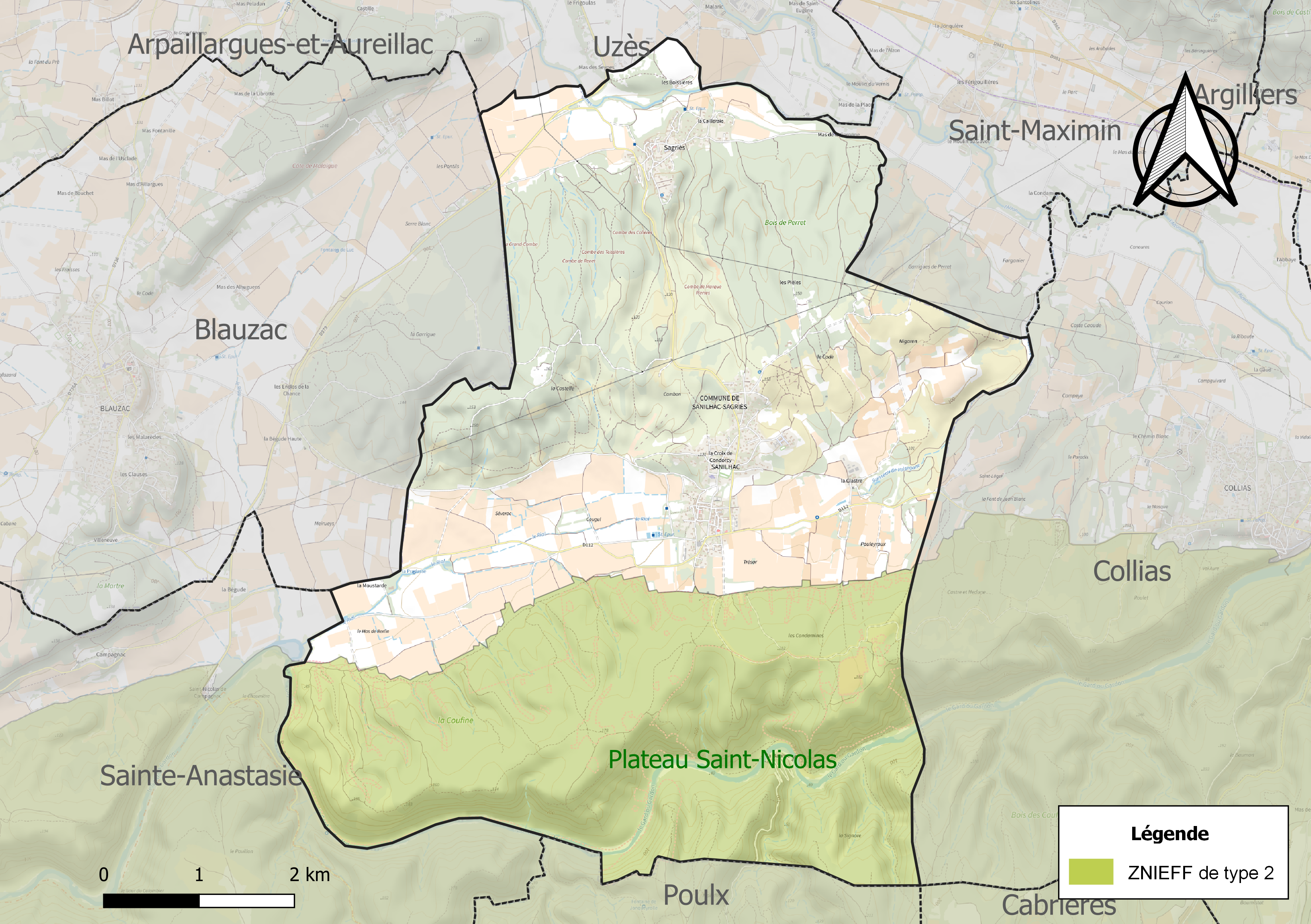
Carte de la ZNIEFF de type 2 sur la commune.

## Urbanisme

### Typologie
Au 1er janvier 2024, Sanilhac-Sagriès est catégorisée commune rurale à habitat dispersé, selon la nouvelle grille communale de densité à sept niveaux définie par l'Insee en 2022.
Elle est située hors unité urbaine. Par ailleurs la commune fait partie de l'aire d'attraction de Nîmes, dont elle est une commune de la couronne,. Cette aire, qui regroupe 92 communes, est catégorisée dans les aires de 200 000 à moins de 700 000 habitants,.

### Occupation des sols
L'occupation des sols de la commune, telle qu'elle ressort de la base de données européenne d’occupation biophysique des sols Corine Land Cover (CLC), est marquée par l'importance des forêts et milieux semi-naturels (70,4 % en 2018), une proportion sensiblement équivalente à celle de 1990 (70,5 %). La répartition détaillée en 2018 est la suivante : 
forêts (50,1 %), cultures permanentes (21,9 %), milieux à végétation arbustive et/ou herbacée (20,3 %), zones agricoles hétérogènes (4,1 %), zones urbanisées (3,4 %), terres arables (0,1 %). L'évolution de l’occupation des sols de la commune et de ses infrastructures peut être observée sur les différentes représentations cartographiques du territoire : la carte de Cassini (XVIIIe siècle), la carte d'état-major (1820-1866) et les cartes ou photos aériennes de l'IGN pour la période actuelle (1950 à aujourd'hui).

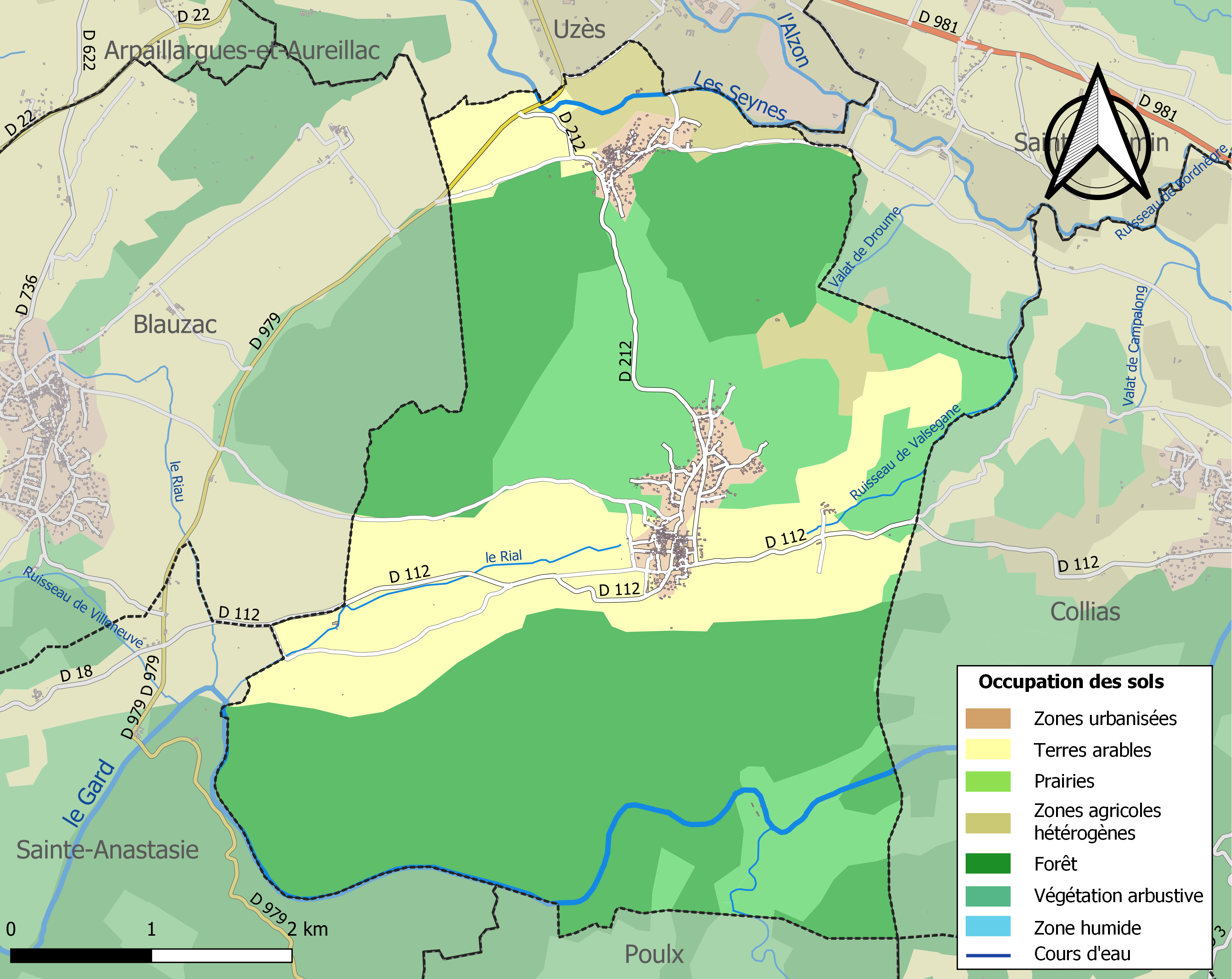
Carte des infrastructures et de l'occupation des sols de la commune en 2018 (CLC).

### Risques naturels et technologiques
Le territoire de la commune de Sanilhac-Sagriès est vulnérable à différents aléas naturels : météorologiques (tempête, orage, neige, grand froid, canicule ou sécheresse), inondations, feux de forêts et séisme (sismicité modérée). Il est également exposé à un risque technologique, la rupture d'un barrage. Un site publié par le BRGM permet d'évaluer simplement et rapidement les risques d'un bien localisé soit par son adresse soit par le numéro de sa parcelle.

#### Risques naturels
Certaines parties du territoire communal sont susceptibles d’être affectées par le risque d’inondation par débordement de cours d'eau et par une crue torrentielle ou à montée rapide de cours d'eau, notamment le Gard et Les Seynes. La commune a été reconnue en état de catastrophe naturelle au titre des dommages causés par les inondations et coulées de boue survenues en 1982, 1988, 1990, 1995, 1998, 2002, 2005, 2010, 2011 et 2014,.

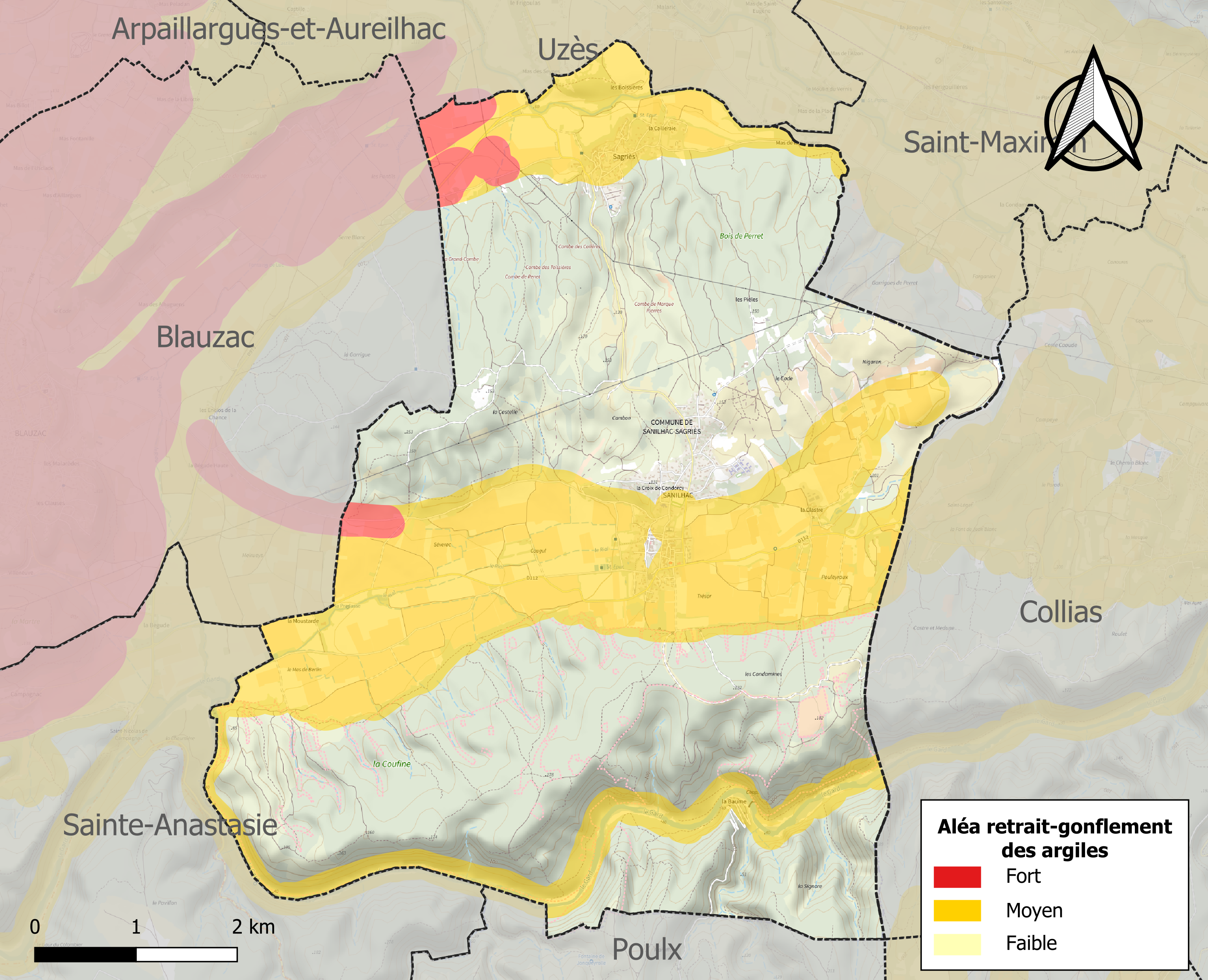
Carte des zones d'aléa retrait-gonflement des sols argileux de Sanilhac-Sagriès.

Le retrait-gonflement des sols argileux est susceptible d'engendrer des dommages importants aux bâtiments en cas d’alternance de périodes de sécheresse et de pluie. 36,7 % de la superficie communale est en aléa moyen ou fort (67,5 % au niveau départemental et 48,5 % au niveau national). Sur les 454 bâtiments dénombrés sur la commune en 2019, 292 sont en aléa moyen ou fort, soit 64 %, à comparer aux 90 % au niveau départemental et 54 % au niveau national. Une cartographie de l'exposition du territoire national au retrait gonflement des sols argileux est disponible sur le site du BRGM,.
Par ailleurs, afin de mieux appréhender le risque d’affaissement de terrain, l'inventaire national des cavités souterraines permet de localiser celles situées sur la commune.

#### Risques technologiques
La commune est en outre située en aval du barrage de Sainte-Cécile-d'Andorge, un ouvrage de classe A doté d'un PPI. À ce titre elle est susceptible d’être touchée par l’onde de submersion consécutive à la rupture de cet ouvrage.

## Toponymie

### Attestations anciennes

#### Sanilhac
Le nom de la localité est attesté sous les formes Castrum de Sennilhach en 1156 ; Castrum de Senillaco en 1311 ; Senilhacum en 1381 ; Locus de Sanilhaco en 1461 ; Sanilhac en 1549 ; Le prieuré Sainct-Laurent-de-Sanilhac en 1620 ; Senilhac en 1694 ; Sanilhac en 1735, Sanilhac depuis 1793 et 1801.

#### Sagriès
Villa Segrerii en 1096 ; Villa de Sacrario en 1156 ; La paroisse de Sagriès en 1535 ; Prioratus de Sancto-Sylvestro, alias Sagries en 1654 ; Sagriers en 1744, Sagriers en 1793 ; Sagriers et Sagriès depuis 1801.

### Sanilhac-Sagriès
En 1814, la commune de Sanilhac absorbe celle de Sagriès et s'appelle depuis Sanilhac-Sagriès.

## Histoire

### Préhistoire
La grotte de la baume Saint-Vérédème a livré du matériel du Moustérien et du Néolithique.

### Moyen Âge
Bâti au début du XIIe siècle autour d’un château et entouré de remparts, Sanilhac était protégé par trois tours. De ces constructions il ne reste qu’une tour de défense la « Tourasse », ainsi que le donjon du château. Sagriès distant de 3 km au nord fut rattaché à Sanilhac en 1814.

### Révolution et Empire
En 1814, les communes de Sanilhac et de Sagriès fusionnait pour former la commune actuelle.

## Politique et administration

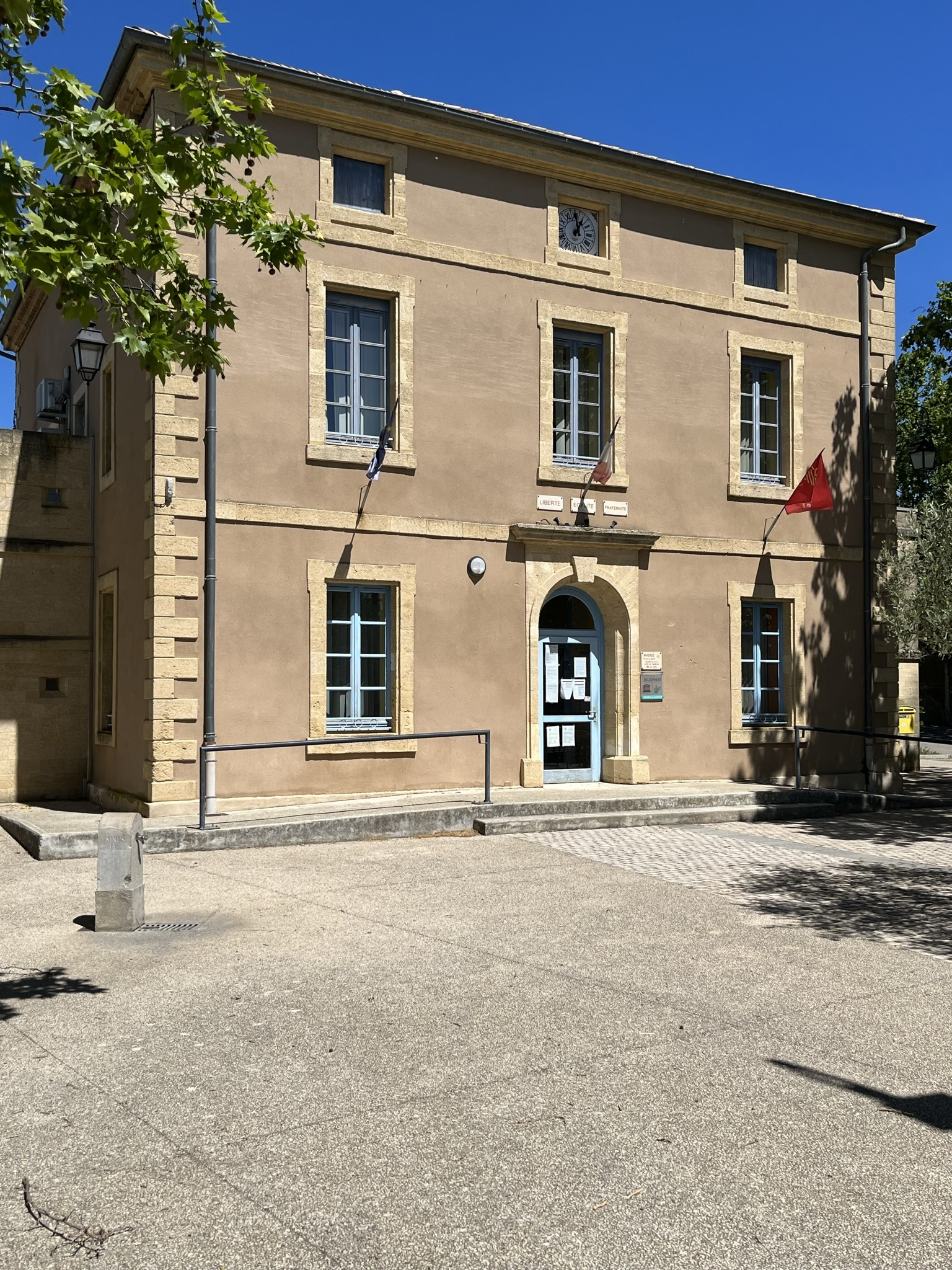
La mairie.

### Découpage territorial
La commune se trouve, depuis 1926, dans l'arrondissement de Nîmes du département du Gard, auparavant, depuis 1801, elle se trouvait dans l'arrondissement d'Uzès.

#### Commune et intercommunalités
La commune est membre de la communauté de communes Pays d'Uzès.

#### Circonscriptions administratives
La commune est rattachée au canton d'Uzès, depuis 1801.

#### Circonscriptions électorales
Pour l'élection des députés, la commune fait partie de la sixième circonscription du Gard.

### Élections municipales et communautaires

#### Liste des maires
| Période                                  | Période  | Identité      | Étiquette | Qualité                                                            |
| ---------------------------------------- | -------- | ------------- | --------- | ------------------------------------------------------------------ |
| Les données manquantes sont à compléter. |          |               |           |                                                                    |
| mars 2001                                | 2008     | Max Pulinckx  |           |                                                                    |
| mars 2008                                | 2014     | Bernard Comte | DVG       | Vice-président de la communauté de communes de l'Uzège (2008-2012) |
| mars 2014                                | En cours | Guy Crespy    | DVG       |                                                                    |

## Équipements et services publics

### Enseignement
La commune est située dans l'académie de Montpellier et dépend, pour les vacances scolaires, de la zone C.
Elle administre l'école primaire « Les Mugues ».

## Population et société

### Démographie
Les habitants sont appelés les Sanigriésois.

#### Évolution démographique
L'évolution du nombre d'habitants est connue à travers les recensements de la population effectués dans la commune depuis 1793. Pour les communes de moins de 10 000 habitants, une enquête de recensement portant sur toute la population est réalisée tous les cinq ans, les populations de référence des années intermédiaires étant quant à elles estimées par interpolation ou extrapolation. Pour la commune, le premier recensement exhaustif entrant dans le cadre du nouveau dispositif a été réalisé en 2006.

En 2022, la commune comptait 832 habitants, en évolution de +4,92 % par rapport à 2016 (Gard : +2,97 %, France hors Mayotte : +2,11 %).
| 1793 | 1800 | 1806 | 1821 | 1831 | 1836 | 1841 | 1846 | 1851 |
| ---- | ---- | ---- | ---- | ---- | ---- | ---- | ---- | ---- |
| 422  | 400  | 430  | 703  | 724  | 753  | 672  | 851  | 795  |

| 1856 | 1861 | 1866 | 1872 | 1876 | 1881 | 1886 | 1891 | 1896 |
| ---- | ---- | ---- | ---- | ---- | ---- | ---- | ---- | ---- |
| 769  | 761  | 716  | 707  | 662  | 627  | 586  | 570  | 541  |

| 1901 | 1906 | 1911 | 1921 | 1926 | 1931 | 1936 | 1946 | 1954 |
| ---- | ---- | ---- | ---- | ---- | ---- | ---- | ---- | ---- |
| 521  | 537  | 516  | 401  | 365  | 438  | 415  | 362  | 408  |

| 1962 | 1968 | 1975 | 1982 | 1990 | 1999 | 2006 | 2011 | 2016 |
| ---- | ---- | ---- | ---- | ---- | ---- | ---- | ---- | ---- |
| 401  | 440  | 442  | 525  | 643  | 785  | 826  | 882  | 793  |

| 2021 | 2022 | - | - | - | - | - | - | - |
| ---- | ---- | - | - | - | - | - | - | - |
| 813  | 832  | - | - | - | - | - | - | - |

Avant la fusion en 1814 de Sanilhac et de Sagriès, la population de Sagriès était: 239 en 1793; 212 en 1800; 225 en 1806.

## Culture locale et patrimoine

### Lieux et monuments
- Le monument aux morts.
- L'église Saint-Laurent de Sagriès.
- L'église Saint-Sylvestre de Sanilhac.
- La chapelle Saint-Vérédème de Sanilhac-Sagriès. L'ermitage de la Baume Saint-Vérédème. Il semblerait que ce saint ait logé dans la grotte. Il y aurait été rejoint par saint Gilles.
- La chapelle de la route d'Uzès à Sanilhac-Sagriès.
- Une ancienne chapelle se situe à l'entrée de cavité en rive gauche du Gardon.
- Le temple protestant de Sanilhac-Sagriès.
- Les moulins de la Baume.
- L'ancien barrage.
- Le château de Sanilhac.
- Le château de Sagriès. Il regroupe plusieurs maisons et devient un château au XVIIIe siècle au profit de M Froment de Sagriès, seigneur du lieu. En 1799, il passe à Jean-Pierre Roux de Sagriès, époux Froment, connu pour son immense fortune, léguée en 1851. Son héritier est M Rousselier, membre du conseil d'État. Il appartient à ses héritiers les Leresche. Façade nord, XVIIIe avec balcon à balustres rajouté postérieurement. Vue magnifique sur Uzès des salons voutés d'arêtes. Cheminée XVIIIe.

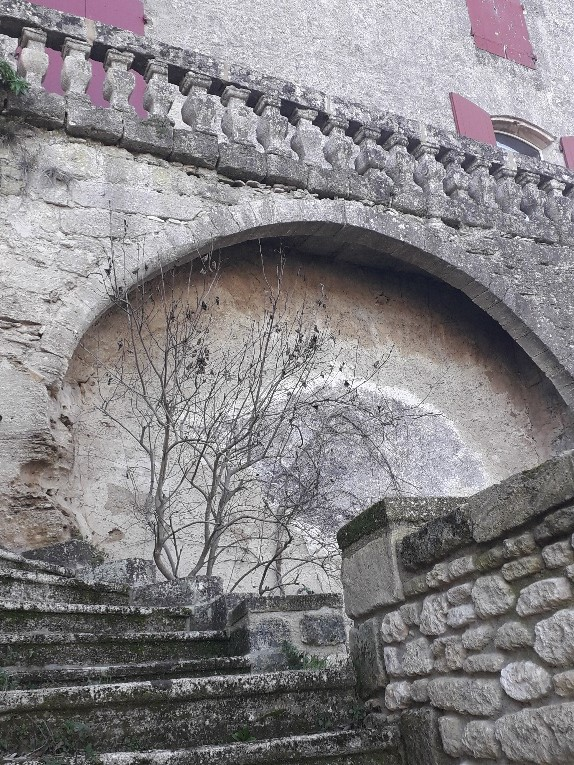
Château de Sagriès, balcon à balustres XVIIe siècle en réemploi
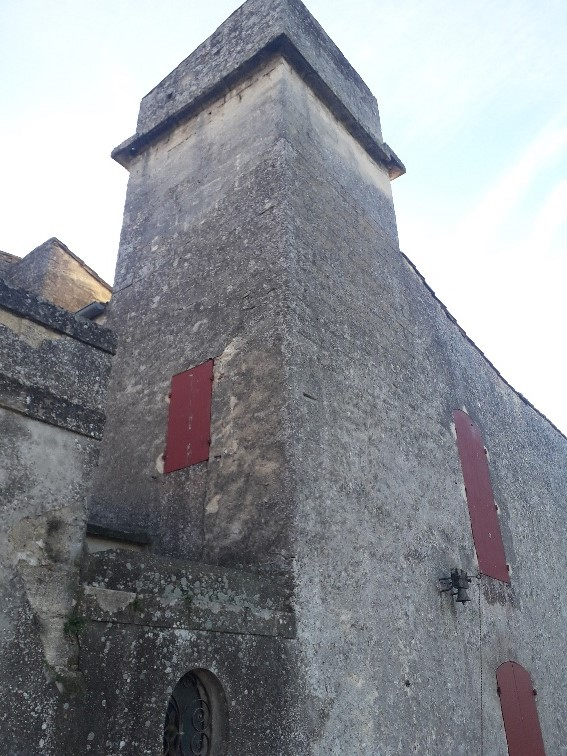
Château de Sagriès. Pigeonnier XVIIIe siècle.
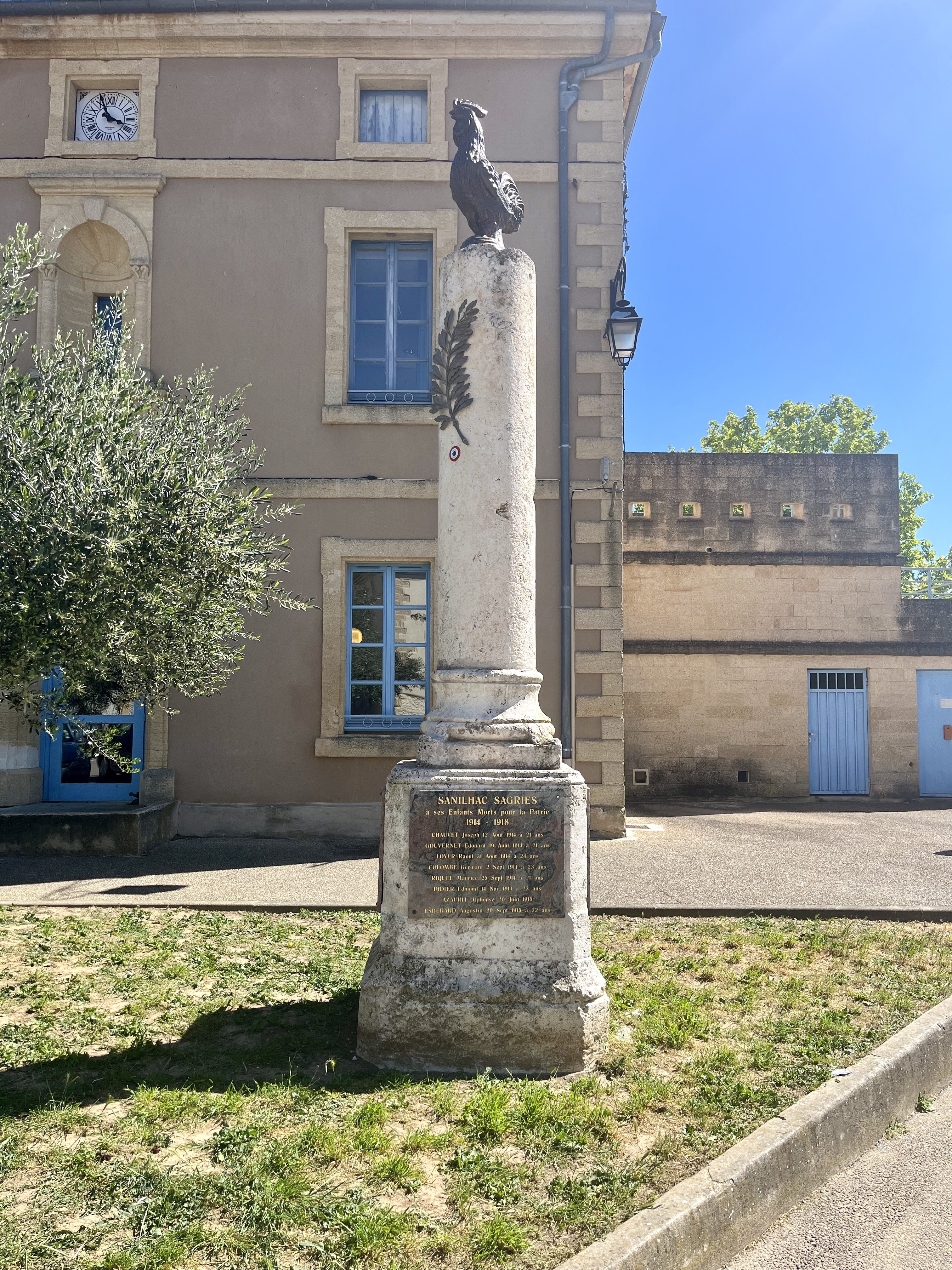
Le monument aux morts.
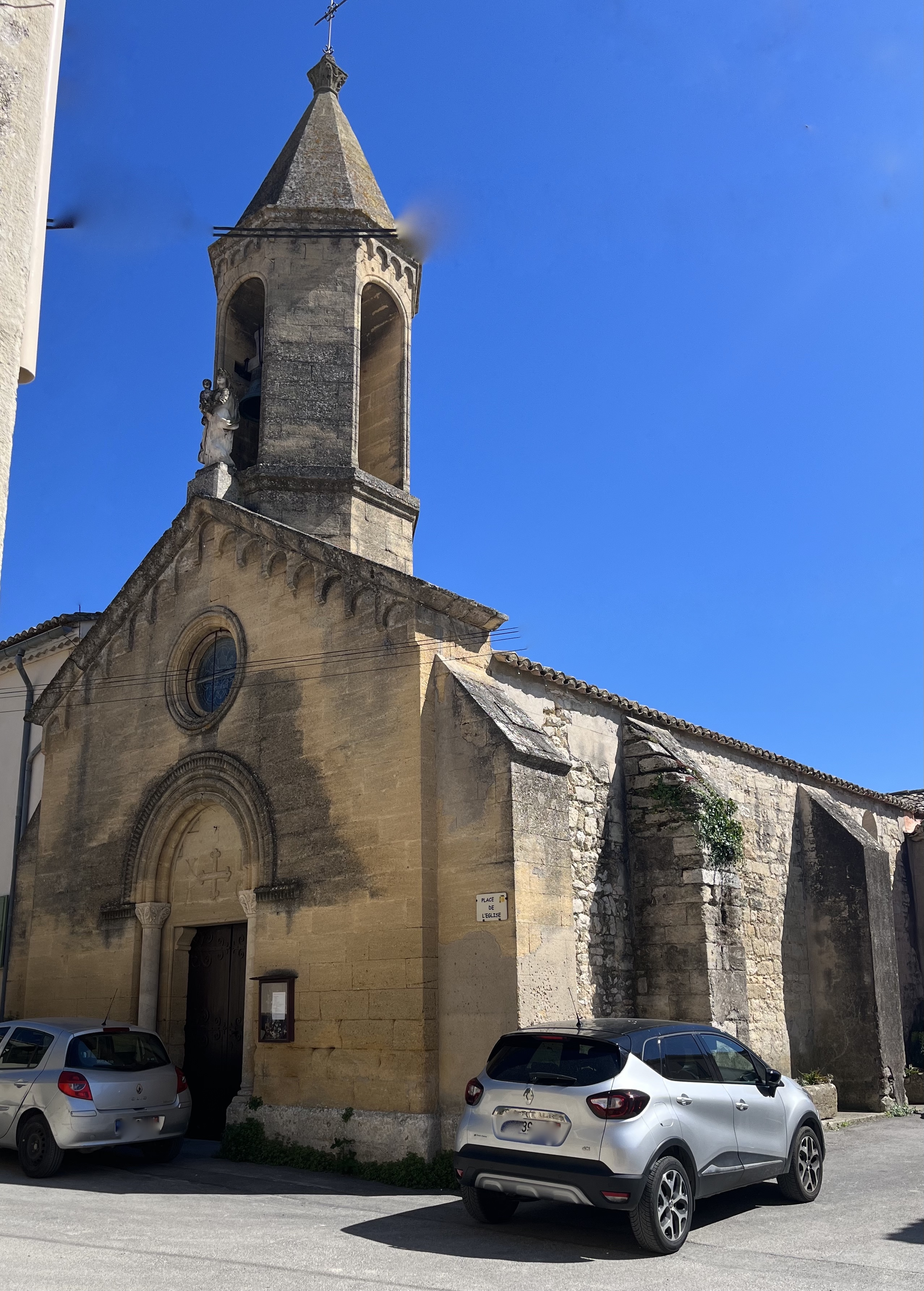
L'église de Sanilhac.
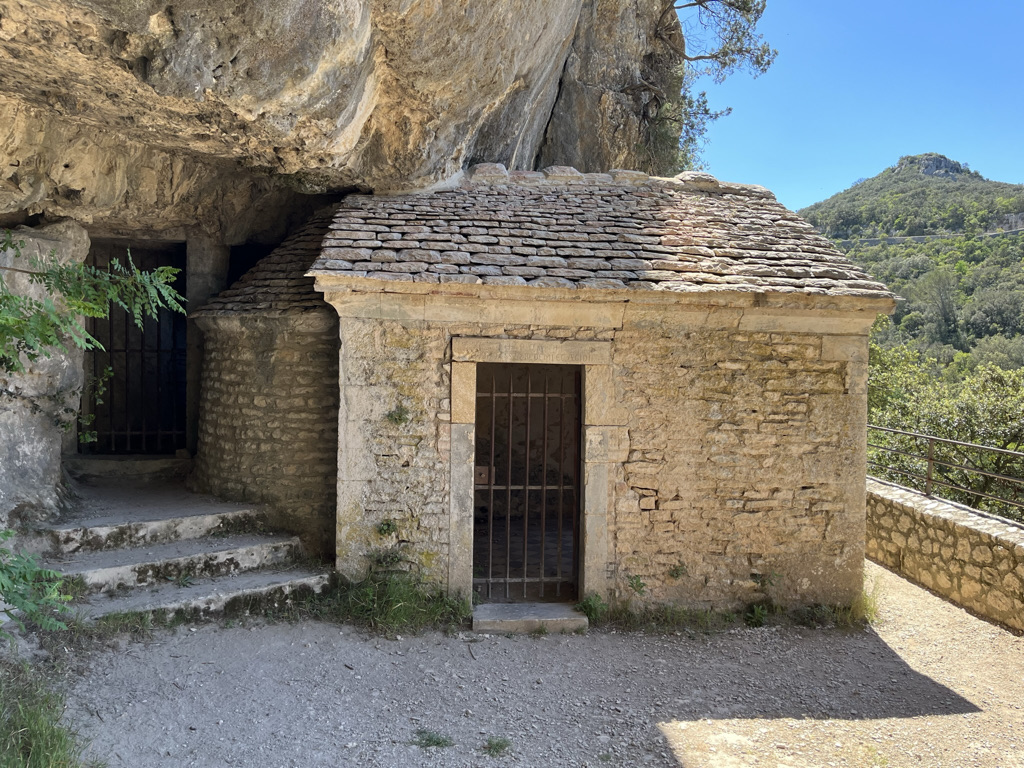
L'ermitage.

### Patrimoine culturel
La commune possède une médiathèque.

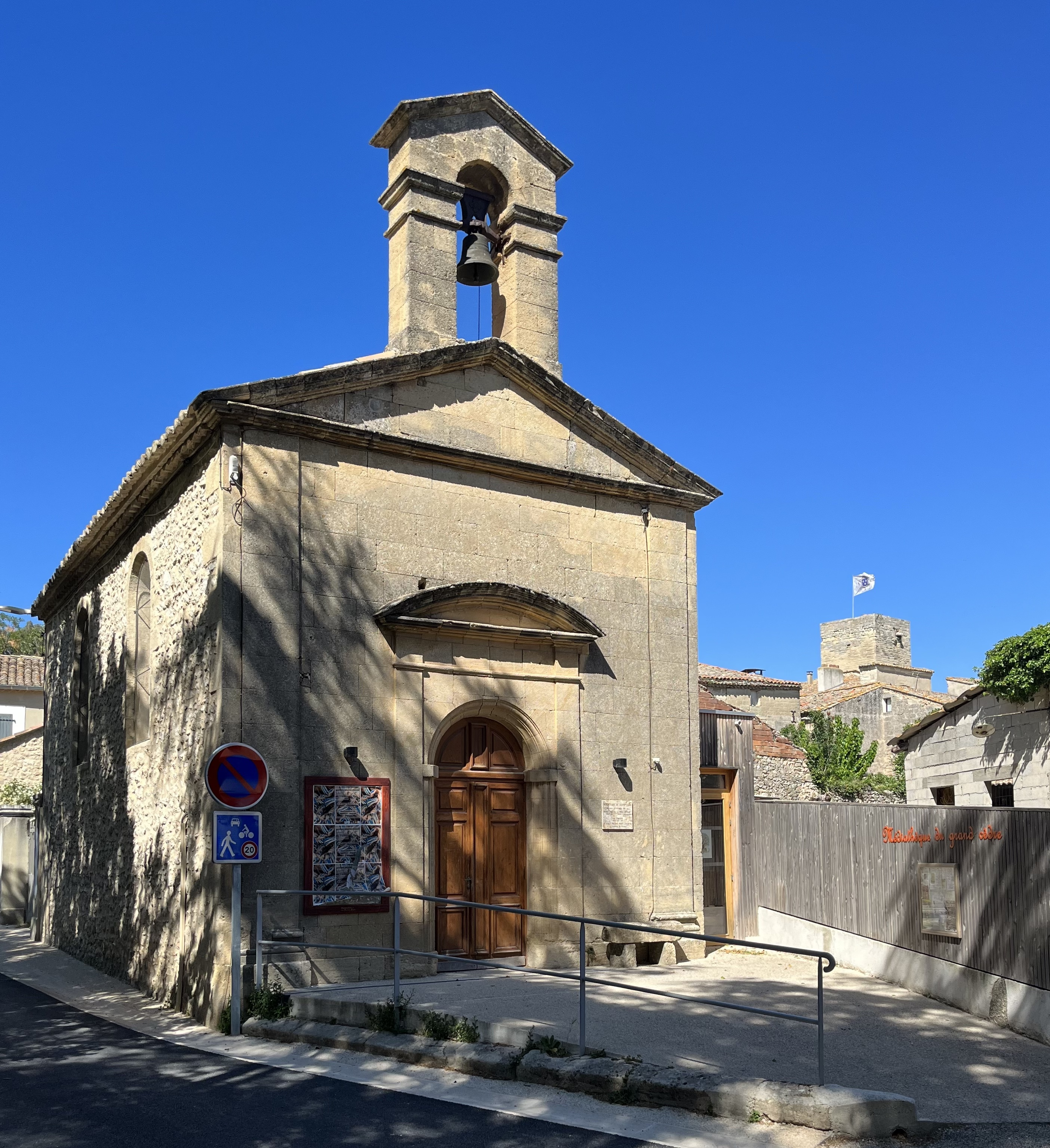
La médiathèque.

### La commune dans les arts
- 1928 : La Roche d'Amour, film réalisé par Max Carton avec Tony D'Algy et Colette Darfeuil
- 1953 : Le Salaire de la peur, film réalisé par Henri-Georges Clouzot avec Charles Vanel et Yves Montand. Scènes tournées plage de la rive gauche du Gardon ; sur un ponton, route de la Baume (D 127) ; en bord de route de la Baume (D 127) pour la scène finale du camion.

### Personnalités liées à la commune
- Albert Roux (d) (1871-1935), poète félibre, né à Sanilhac.

### Héraldique
| Blason de Sanilhac-Sagriès | Blason  | D'hermine à la fasce losangée d'argent et de sinople. |
| Blason de Sanilhac-Sagriès | Détails | Le statut officiel du blason reste à déterminer.      |